# Marpessa (Schiff, 1969)
Die Marpessa war ein Shell-Rohöltanker, der am 15. Dezember 1969 nach einem Brand an Bord sank. Es war zu diesem Zeitpunkt das größte jemals verlorengegangene Schiff.

## Geschichte
Der Tanker wurde im Auftrag von Shell von der japanischen Werft Ishikawajima Harima Heavy Industries gebaut und am 15. Oktober 1969 für die Curacaosche Scheepvaart Maatschappij aus Willemstad in Dienst gestellt. Die Jungfernreise führte zum Persischen Golf, wo die erste für Rotterdam bestimmte Ladung an Bord genommen wurde. Nach der Entlöschung in Europoort begann das Schiff im Dezember 1969 seine zweite Reise zum Laden im Persischen Golf.
Die Marpessa befand sich am 12. Dezember etwa 100 Seemeilen vor der Küste des Senegal und war in der letzten Phase des Tankwaschens, als sich mittags eine Explosion und ein anschließender Brand im Mitteltank 5 ereigneten. Die Explosion tötete zwei chinesische Offiziere, zerstörte die an Deck liegenden Feuerlöschleitungen und verursachte einen Wassereinbruch im Pumpenraum und im Maschinenraum, was den Versuch, das Feuer zu löschen, unmöglich machte. Nach etwa zwölf Stunden erlosch dieses von alleine, das Schiff nahm aber weiter Wasser auf und sank achtern tiefer, woraufhin nacheinander Schotten zu den leeren Tanks brachen, was wiederum zu weiterer Wasseraufnahme führte. Am Morgen des 15. Dezember sank der Tanker, der inzwischen auf eine Position etwa 50 Seemeilen nordnordwestlich von Dakar getrieben war, schließlich über das Heck.